# 1898 aux États-Unis
Pour des articles plus généraux, voir Chronologie des États-Unis et 1898.
Chronologie des États-Unis
- 1894
- 1895
- 1896
- 1897
- 1898
- 1899
- 1900
- 1901
- 1902

Cette page concerne des événements d'actualité qui se sont produits durant l'année 1898 du calendrier grégorien aux États-Unis.

## Événements
- 15 février : explosion mystérieuse du cuirassé Américain USS Maine en rade de La Havane. Bien qu’il s’agisse d’un accident, Washington en accuse les Espagnols. les États-Unis déclenchent les hostilités contre l'Espagne.
- 27 mars : le gouvernement des États-Unis demande à l’Espagne un armistice immédiat à Cuba, de supprimer la politique des camps de concentration et d’accepter une médiation américaine pour que Cuba obtînt son indépendance.
- 9 avril : l'Espagne déclare le cessez-le-feu dans sa guerre contre Cuba.
- 10 avril : Madrid a pratiquement accepté toutes les conditions imposées par William McKinley sauf la promesse d’indépendance.
- 11 avril : poussé par l’opinion, le président McKinley demande au Congrès l'autorisation d'intervenir à Cuba.
- 20 avril : le gouvernement des États-Unis lance un ultimatum à l'Espagne dans l'affaire de Cuba.
- 25 avril : guerre hispano-américaine. Le Congrès américain déclare la guerre à l’Espagne, arguant que « le peuple de Cuba doit être libre et indépendant »
- 27 avril : sur instruction de Theodore Roosevelt, l’amiral George Dewey quitte Hong Kong avec sept vaisseaux.
- 1er mai :
  - bataille de la baie de Manille. L'amiral George Dewey détruit sans la moindre perte les dix navires de la flotte espagnole bloquée dans le port de Manille.
  - Interdiction de la manifestation contre la guerre organisée à New York par le Parti ouvrier socialiste d'Amérique.
- 10 mai : fondation à Salt Lake City de la Western Labor Union.
- 7 juillet : l’annexion d’Hawaï et de Wake par les États-Unis est approuvée par le Congrès.
- 12 août : les Américains entrent dans Manille.
- 21 août : les États-Unis prennent l'île de Porto Rico.
- 15 septembre : création aux États-Unis du National Afro-American Council pour protester contre le lynchage, contre le système de péonisation, la discrimination et la privation des droits de représentation.
- 5 octobre : Bataille de Sugar Point, un des derniers soulèvements amérindiens.
- 10 novembre : Insurrection de Wilmington, un groupe suprématiste groupe tue des dizaines d'afro-américains et prend le pouvoir dans la ville.
- 10 décembre  (traité de Paris) : fin de la guerre hispano-américaine, les États-Unis annexent Guam et Porto Rico à titre d’indemnité et achètent les Philippines à l’Espagne pour 20 millions de dollars. Cuba devient indépendant sous protectorat américain (1903-1934).
- Conférences à Québec (24 août-11 octobre) et Washington (7 novembre-21 février 1899) pour régler le contentieux qui oppose le Canada et les États-Unis à propos de l’Alaska. Devant l’impasse des pourparlers, on décide de demander à la Grande-Bretagne de servir d’arbitre. Elle donne raison aux États-Unis.
- Une Ligue anti-impérialiste se constitue aux États-Unis, rassemblant des personnalités diverses (Grover Cleveland, Gompers, Mark Twain, Carnegie, William James).
- Retour de la prospérité aux États-Unis. Remontée des prix agricoles jusqu’en 1920.
- La Standard Oil contrôle le réseau national de pipe-lines et raffine 83,7 % de la production de pétrole dont elle assure un bon tiers.
- La guerre hispano-américaine révèle les faiblesses de l’US Army, hâtivement portée de 26 000 à 60 000 hommes et gonflée de 200 000 volontaires, en matière d’équipement, de logistique et de service de santé. Sur 5 462 morts, 379 sont tués au combat, les autres sont victimes de la fièvre jaune ou de la dysenterie et d’intoxications alimentaires provoquée par de la viande avariée.
- La Louisiane, à l'instar d'autres États, met en place une clause du grand-père : limitation du droit de vote aux seules personnes dont le grand-père ou ses descendants ont voté avant 1867 : moyen d'exclure les Noirs et les immigrants.